# アキバカウントダウン
アキバカウントダウンは、毎週木曜日にMusic&Videoチャネル形式で配信されていたカウントダウン番組。パーソナリティは八花まい。

## 番組概要
2007年11月に番組スタート。11月26日から順次発売されるFOMA905iシリーズよりの新機能Music&Videoチャネルを利用した番組で、毎週木曜日に配信されていた。秋葉原にまつわる様々なランキングの紹介を軸に、毎週違うゲストとのトークやグラビア映像なども流していた。
ランキングの提供はコミックとらのあな、ラムタラメディアワールドアキバ、ドン・キホーテ秋葉原店など。

## 放送日と登場ゲスト
| 放送回 | 放送日時       | ゲスト                        | 紹介したランキング                                 |
| 第00回 | 2007年11月26日 | 秋山えりか                    | （第00回はダイジェスト版なのでランキング紹介無し） |
| 第01回 | 2007年12月6日  | 桜川ひめこ                    | アニメDVD/音楽CD                                   |
| 第02回 | 2007年12月13日 | 初音りお                      |                                                    |
| 第03回 | 2007年12月20日 | 松本香苗                      |                                                    |
| 第04回 | 2007年12月27日 | 秋山えりか                    |                                                    |
| 第05回 | 2008年1月3日   | sorachoco(稲村優奈・花村怜美) | 家庭用ゲーム売り上げ(Wii/DS/Xbox 360)              |
| 第06回 | 2008年1月10日  | sorachoco(稲村優奈・花村怜美) | 家庭用ゲーム売り上げ(PS3/PS2/PSP)                  |
| 第07回 | 2008年1月17日  | 春山りお                      | アニメDVD/PCゲーム/一般DVD                         |
| 第09回 | 2008年1月31日  | 桜井聖良                      |                                                    |
| 第10回 | 2008年2月7日   | 大門由衣                      |                                                    |